# Stillingia aquatica
Stillingia aquatica är en törelväxtart som beskrevs av Alvin Wentworth Chapman. Stillingia aquatica ingår i släktet Stillingia och familjen törelväxter. Inga underarter finns listade i Catalogue of Life.